# Premis Oscar de 2005
Els Premis Oscar de 2005 (en anglès: 78th Academy Awards) foren presentats el dia 5 de març de 2006 en una cerimònia realitzada al Kodak Theatre de la ciutat de Los Angeles.
L'esdeveniment fou presentat, per primera vegada, per l'actor i comediant Jon Stewart.

## Curiositats
La pel·lícula més nominada de la nit fou Brokeback Mountain d'Ang Lee amb vuit nominacions, seguida de Crash de Paul Haggis, Bona nit i bona sort de George Clooney i Memòries d'una geisha de Rob Marshall amb sis nominacions. La gran guanyadora de la nit fou Crash que aconseguí guanyar el premi a millor pel·lícula, guió original i muntatge, si bé Brokeback Mountain també aconseguí tres premis: millor direcció, millor guió adaptat i millor banda sonora.
En aquesta edició les cinc candidates a millor pel·lícula reberen sengles nominacions per a les seves direccions, un fet que només havia passat tres vegades en la història dels Oscars des de la limitació de cinc candidates a millor film. Crash es convertí en la primera pel·lícula des de la victòria de Rocky en l'edició de 1976 en aconseguí únicament 3 premis. Per la seva banda Ang Lee es convertí en el primer director asiàtic en fer-se amb el premi a millor direcció. Per primera vegada des de l'edició de 1962 els quatre guanyadors en les categories interpretatives eren candidats als premis per primera vegada.
George Clooney es convertí en la cinquena persona en rebre nominacions en les categories interpretatives, direcció i guió, sent el primer en fer-ho per dues pel·lícules diferents. El compositor John Williams es convertí, gràcies a les seves nominacions a millor banda sonora per Memòries d'una geisha i Munich, en el compositor més nominat de la història amb 45 nominacions en aquesta categoria, empatat amb Alfred Newman.

## Premis
A continuació es mostren les pel·lícules que varen guanyar i que estigueren nominades a l'Oscar l'any 2005:
| Millor pel·lícula | Millor direcció |
| --- | --- |
| - Crash (Paul Haggis i Cathy Schulman per a Lionsgate Films, BlackFriar's Bridge, Harris Company i ApolloProScreen) - Bona nit i bona sort (Grant Heslov per a 2929 Entertainment, Participant Productions, Section Eight Productions i Davis Films) - Brokeback Mountain (James Schamus i Diana Ossana per a River Road Entertainment) - Capote (William Vince, Michael Ohoven i Caroline Baron per a A-Line Pictures, Copper's Town Productions, Infinity Media i Eagle Vision) - Munich (Steven Spielberg, Kathleen Kennedy i Barry Mendel per a Amblin Entertainment, The Kennedy/Marshall Company i Alliance Atlantis) | - Ang Lee per Brokeback Mountain - George Clooney per Bona nit i bona sort - Bennett Miller per Capote - Paul Haggis per Crash - Steven Spielberg per Munich |
| Millor actor | Millor actriu |
| - Philip Seymour Hoffman per Capote com a Truman Capote - Terrence Howard per Hustle & Flow com a DJay - Heath Ledger per Brokeback Mountain com a Ennis Del Mar - Joaquin Phoenix per A la corda fluixa com a Johnny Cash - David Strathairn per Bona nit i bona sort com a Edward R. Murrow | - Reese Witherspoon per A la corda fluixa com a June Carter Cash - Judi Dench per Mrs. Henderson Presents com a Laura Henderson - Felicity Huffman per Transamerica com a Sabrina "Bree" Osbourne / Stanley Schupak - Keira Knightley per Pride & Prejudice com a Elizabeth Bennet - Charlize Theron per En terra d'homes com a Josey Aimes                                                                                  |
| Millor actor secundari | Millor actriu secundària |
| - George Clooney per Syriana com a Bob Barnes - Matt Dillon per Crash acom a s Oficial John Ryan - Paul Giamatti per Cinderella Man com a Joe Gould - Jake Gyllenhaal per Brokeback Mountain com a Jack Twist - William Hurt per Una història de violència com a Richie Cusack | - Rachel Weisz per The Constant Gardener com a Tessa Quayle - Amy Adams per Junebug com a Ashley Johnsten - Catherine Keener per Capote com a Nelle Harper Lee - Frances McDormand per En terra d'homes com a Glory Dodge - Michelle Williams per Brokeback Mountain com a Alma Beers Del Mar |
| Millor guió original | Millor guió adaptat |
| - Paul Haggis i Robert Moresco per Crash - George Clooney i Grant Heslov per Bona nit i bona sort - Noah Baumbach per Una història de Brooklyn - Woody Allen per Match Point - Stephen Gaghan per Syriana | - Larry McMurtry i Diana Ossana per Brokeback Mountain (sobre hist. d'Annie Proulx) - Dan Futterman per Capote (sobre hist. de Gerald Clarke) - Jeffrey Caine per The Constant Gardener (sobre hist. de John le Carré - Josh Olson per Una història de violència (sobre còmics de John Wagner i Vince Locke) - Tony Kushner i Eric Roth per Munich (sobre hist. de George Jonas)                                             |
| Millor pel·lícula de parla no anglesa | Millor pel·lícula d'animació |
| - Tsotsi de Gavin Hood (Sud-àfrica) - La bestia nel cuore de Cristina Comencini (Itàlia) - Bon Nadal de Christian Carion (França) - Paradise Now d'Hany Abu-Assad (Palestina) - Sophie Scholl - Die letzten Tage de Marc Rothemund (Alemanya) | - Wallace i Gromit: La maledicció de les verdures de Nick Park i Steve Box - El castell ambulant de Hayao Miyazaki - La núvia cadàver de Mike Johnson i Tim Burton |
| Millor banda sonora | Millor cançó original |
| - Gustavo Santaolalla per Brokeback Mountain - Alberto Iglesias per The Constant Gardener - John Williams per Memòries d'una geisha - John Williams per Munich - Dario Marianelli per Pride & Prejudice | - Jordan Houston, Cedric Coleman i Paul Beauregard (música i lletra) per Hustle & Flow ("It's Hard out Here for a Pimp") - Kathleen "Bird" York (música i lletra) i Michael Becker (música) per Crash ("In the Deep") - Dolly Parton (música i lletra) per Transamerica ("Travelin' Thru") |
| Millor fotografia | Millor maquillatge |
| - Dion Beebe per Memòries d'una geisha - Wally Pfister per Batman Begins - Rodrigo Prieto per Brokeback Mountain - Robert Elswit per Bona nit i bona sort - Emmanuel Lubezki per The New World | - Howard Berger and Tami Lane per Les Cròniques de Nàrnia: el lleó, la bruixa i l'armari - David Leroy Anderson i Lance Anderson per Cinderella Man - Dave Elsey i Nikki Gooley per Star Wars episodi III: La venjança dels Sith |
| Millor direcció artística | Millor vestuari |
| - John Myhre; Gretchen Rau per Memòries d'una geisha - Jim Bissell; Jan Pascale per Bona nit i bona sort - Stuart Craig; Stephenie McMillan per Harry Potter i el calze de foc - Grant Major; Dan Hennah i Simon Bright per King Kong - Sarah Greenwood; Katie Spencer per Pride & Prejudice | - Colleen Atwood per Memòries d'una geisha - Arianne Phillips per A la corda fluixa - Gabriella Pescucci per Charlie i la fàbrica de xocolata - Sandy Powell per Mrs. Henderson Presents - Jacqueline Durran per Pride & Prejudice |
| Millor muntatge | Millor so |
| - Hughes Winborne per Crash - Michael McCusker per A la corda fluixa - Mike Hill i Daniel P. Hanley per Cinderella Man - Claire Simpson per The Constant Gardener - Michael Kahn per Munich | - Christopher Boyes, Michael Semanick, Michael Hedges i Hammond Peek per King Kong - Paul Massey, Doug Hemphill i Peter Kurland per A la corda fluixa - Terry Porter, Dean A. Zupancic i Tony Johnson per Les Cròniques de Nàrnia: el lleó, la bruixa i l'armari - Andy Nelson, Anna Behlmer i Ron Judkins per La guerra dels mons - Kevin O'Connell, Greg P. Russell, Rick Kline i John Pritchett per Memòries d'una geisha |
| Millors efectes visuals | Millors efectes sonors |
| - Joe Letteri, Brian Van't Hul, Christian Rivers i Richard Taylor per King Kong - Dean Wright, Bill Westenhofer, Jim Berney i Scott Farrar per Les Cròniques de Nàrnia: el lleó, la bruixa i l'armari - Dennis Muren, Pablo Helman, Randal M. Dutra i Daniel Sudick per La guerra dels mons | - Mike Hopkins i Ethan Van der Ryn per King Kong - Richard King per La guerra dels mons - Wylie Stateman per Memòries d'una geisha |
| Millor documental | Millor curtmetratge documental |
| - El viatge de l'emperador de Luc Jacquet i Yves Darondeau - Darwin's Nightmare d'Hubert Sauper - Enron: The Smartest Guys in the Room d'Alex Gibney i Jason Kliot - Murderball d'Henry-Alex Rubin i Dana Adam Shapiro - Street Fight de Marshall Curry | - A Note of Triumph: The Golden Age of Norman Corwin de Corinne Marrinan i Eric Simonson - The Death of Kevin Carter: Casualty of the Bang Bang Club de Dan Krauss - God Sleeps in Rwanda de Kimberlee Acquaro i Stacy Sherman - The Mushroom Club de Steven Okazaki |
| Millor curtmetratge | Millor curtmetratge d'animació |
| - Six Shooter de Martin McDonagh - Ausreißer d'Ulrike Grote - Cashback de Sean Ellis i Lene Bausager - Síðasti bærinn de Rúnar Rúnarsson and Thor S. Sigurjónsson - Our Time is Up de Rob Pearlstein i Pia Clemente | - The Moon and the Son: An Imagined Conversation de John Canemaker i Peggy Stern - Badgered de Sharon Colman - The Mysterious Geographic Explorations of Jasper Morello d' Anthony Lucas - 9 de Shane Acker - One Man Band d'Andrew Jimenez i Mark Andrews |

## Premi Honorífic

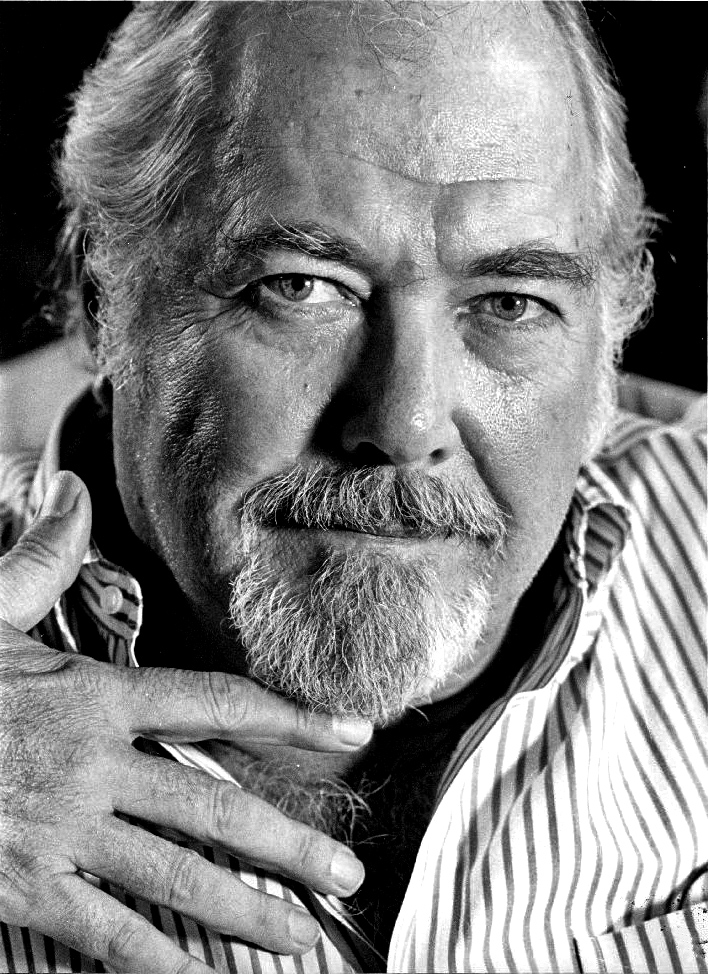
Robert Altman el 1983.

- Robert Altman - en reconeixement d'una carrera que ha reinventat la forma d'art i que ha inspirat realitzadors i públic per igual. [estatueta]

## Premi Gordon E. Sawyer
- Gary Demos

## Presentadors
| Nom                                                                  | |
| -------------------------------------------------------------------- | --- |
| Tom Kane                                                             | Anunciador dels premis                                                                                         |
| Nicole Kidman                                                        | Millor actor secundari                                                                                         |
| Ben Stiller                                                          | Millors efectes visuals                                                                                        |
| Reese Witherspoon                                                    | Millor pel·lícula d'animació                                                                                   |
| Naomi Watts                                                          | Introducció a la interpretació de la cançó nominada "Travelin' Thru"                                           |
| Luke Wilson Owen Wilson                                              | Millor curtmetratge                                                                                            |
| Chicken Little (veu de Zach Braff) Abby Mallard (veu de Joan Cusack) | Millor curtmetratge d'animació                                                                                 |
| Jennifer Aniston                                                     | Millor vestuari                                                                                                |
| Russell Crowe                                                        | Muntatge sobre el cinema biogràfic                                                                             |
| Steve Carell Will Ferrell                                            | Millor maquillatge                                                                                             |
| Rachel McAdams                                                       | Premis Científics i Tècnics i Premi Gordon E. Sawyer                                                           |
| Morgan Freeman                                                       | Millor actriu secundària                                                                                       |
| Lauren Bacall                                                        | Muntatge sobre el cinema negre                                                                                 |
| Terrence Howard                                                      | Millor curtmetratge documental                                                                                 |
| Charlize Theron                                                      | Millor documental                                                                                              |
| Jennifer Lopez                                                       | Introducció a la interpretació de la cançó nominada "In the Deep"                                              |
| Sandra Bullock Keanu Reeves                                          | Millor direcció artística                                                                                      |
| Samuel L. Jackson                                                    | Muntatge sobre el cinema polític                                                                               |
| Sid Ganis (president AMPAS)                                          | Presentació especial sobre les activitats realitzades per l'Acadèmia                                           |
| Salma Hayek                                                          | Introducció al número especial amb la interpretació de les nominades a millor banda sonora Millor Banda Sonora |
| Jake Gyllenhaal                                                      | Muntatge sobre el cinema èpic                                                                                  |
| Jessica Alba Eric Bana                                               | Millor so |
| Meryl Streep Lily Tomlin                                             | Premi Honorífic a Robert Altman                                                                                |
| Ludacris                                                             | Introducció a la interpretació de la cançó nominada "It's Hard out Here for a Pimp"                            |
| Queen Latifah                                                        | Millor cançó original                                                                                          |
| Jennifer Garner                                                      | Millors efectes de so                                                                                          |
| George Clooney                                                       | Presentació del tribut In Memoriam                                                                             |
| Will Smith                                                           | Millor pel·lícula de parla no anglesa                                                                          |
| Ziyi Zhang                                                           | Millor muntatge                                                                                                |
| Hilary Swank                                                         | Millor actor                                                                                                   |
| John Travolta                                                        | Millor fotografia                                                                                              |
| Jamie Foxx                                                           | Millor actriu                                                                                                  |
| Dustin Hoffman                                                       | Millor guió adaptat                                                                                            |
| Uma Thurman                                                          | Millor guió original                                                                                           |
| Tom Hanks                                                            | Millor direcció                                                                                                |
| Jack Nicholson                                                       | Millor pel·lícula                                                                                              |

### Actuacions
| Nom                            | Paper                        | Peça                                             |
| ------------------------------ | ---------------------------- | ------------------------------------------------ |
| Bill Conti                     | Arranjador musical Conductor | Orquestra                                        |
| Dolly Parton                   | Intèrpret                    | "Travelin' Thru" de Transamerica                 |
| Kathleen York                  | Intèrpret                    | "In the Deep" de Crash                           |
| Itzhak Perlman                 | Intèrpret                    | Interpretació de les bandes sonores nominades    |
| Three 6 Mafia Taraji P. Henson | Intèrprets                   | "It's Hard Out Here for a Pimp" de Hustle & Flow |

## Múltiples nominacions i premis
| Premis | Pel·lícula                                             |
| ------ | ------------------------------------------------------ |
| 8      | Brokeback Mountain                                     |
| 6      | Bona nit i bona sort                                   |
| 6      | Crash                                                  |
| 6      | Memòries d'una geisha                                  |
| 5      | Capote                                                 |
| 5      | A la corda fluixa                                      |
| 5      | Munich                                                 |
| 4      | King Kong                                              |
| 4      | The Constant Gardener                                  |
| 4      | Pride & Prejudice                                      |
| 3      | Cinderella Man                                         |
| 3      | Les Cròniques de Nàrnia: el lleó, la bruixa i l'armari |
| 3      | La guerra dels mons                                    |
| 2      | Una història de violència                              |
| 2      | Hustle & Flow                                          |
| 2      | Mrs. Henderson Presents                                |
| 2      | Syriana                                                |
| 2      | En terra d'homes                                       |
| 2      | Transamerica                                           |

| Premis | Pel·lícula            |
| ------ | --------------------- |
| 3      | Brokeback Mountain    |
| 3      | Crash                 |
| 3      | King Kong             |
| 3      | Memòries d'una geisha |